# Livina
Livina je obec na Slovensku v okrese Partizánske v Trenčínském kraji ležící v střední části pohoří Nitranská pahorkatina na terase řeky Bebravy. Žije zde 118 obyvatel.
První písemná zmínka o obci je z roku 1340. Dominantou obce je původně románský římskokatolický kostel svatého Štěpána Krále z 12.-13. století přestavěn v roce 1924.